# Alfonso Tornabuoni

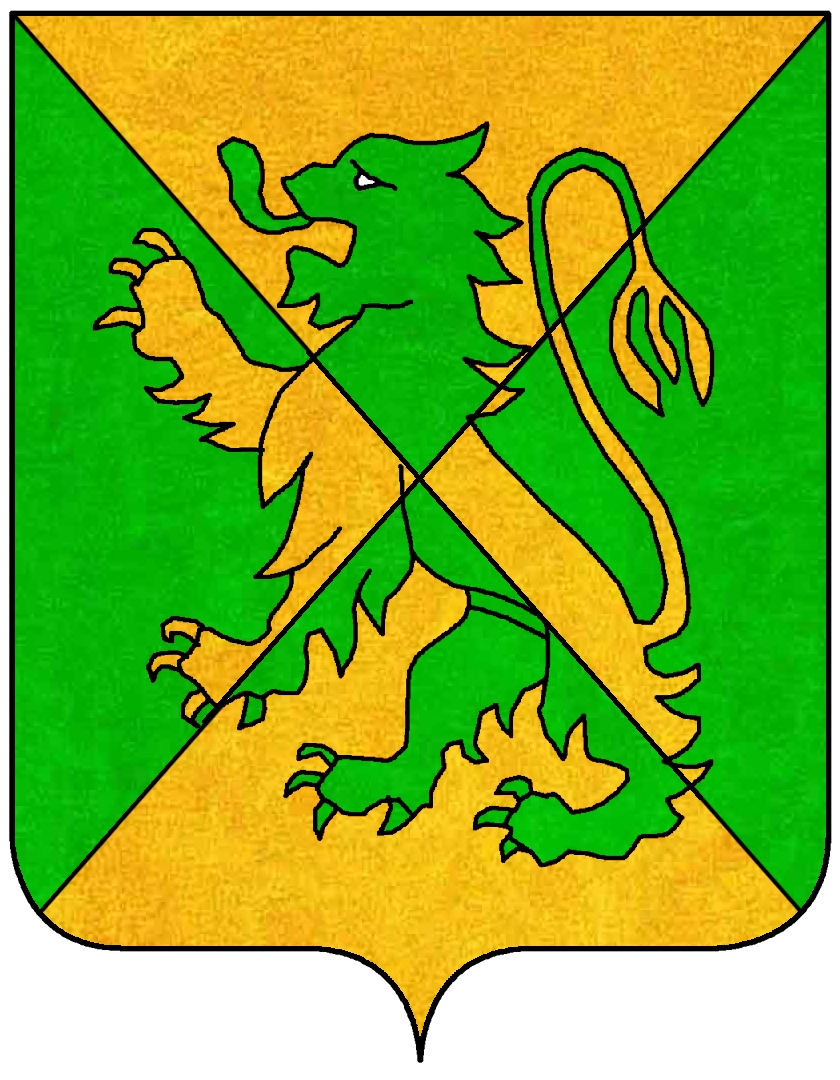
Stemma dei Tornabuoni

Alfonso Tornabuoni (Firenze, 9 settembre 1506 – Sansepolcro, 1º gennaio 1578) è stato un vescovo cattolico italiano.

## Biografia
Nato a Firenze, Alfonso Tornabuoni apparteneva alla celebre famiglia nobile fiorentina, legata strettamente ai Medici (era cugino di secondo grado di Leone X e di Clemente VII). Egli trascorse però la propria giovinezza a Roma ove il padre svolgeva l'incarico di Senatore. Ricordato come uomo di vasta cultura e di buona oratoria, godette anche da semplice ecclesiastico della stima dei papi Leone X e Clemente VII, soprattutto per le sue origini fiorentine e per il suo spirito favorevole al governo dei Medici sulla Toscana, il che lo rendeva facilmente appoggiato dai due pontefici, entrambi appartenenti alla casata fiorentina dei Medici.

### Vescovo di Saluzzo
Il 7 novembre 1530 Clemente VII lo nominò vescovo di Saluzzo consacrandolo successivamente e l'anno seguente prese il possesso effettivo della diocesi. Nel 1533 inaugurò una visita pastorale nelle quattro valli della diocesi, quella del Po, della Grana, della Maira e della Varaita, ove si premurò di segnalare accuratamente i vari aggiustamenti che le parrocchie visitate necessitavano, al fine di provvedere alla buona conservazione di quei beni ecclesiastici.
Per la sua fama e per la sua posizione, ricoprì diversi incarichi amministrativi anche per conto della Repubblica di Genova e per i re di Francia e di Spagna, presso i quali ebbe l'onore di essere ambasciatore. In particolare, durante il governo di Cosimo I svolse un'intensa attività diplomatica in Francia.

### Vescovo di Sansepolcro
Nel 1546, per volere di Paolo III, lasciò la diocesi di Saluzzo nelle mani di Filippo Archinto (poi arcivescovo di Milano) ed occupò il posto lasciato da questi nella diocesi di Sansepolcro, nella madrepatria Toscana, ove fu trasferito il 29 ottobre 1546. Al trasferimento non è estranea la politica fiorentina, dal momento che l'abile diplomatico sarebbe stato molto utile al duca Cosimo I, che pensò così di ridurre la distanza tra sé e il Tornabuoni favorendone il trasferimento a Sansepolcro, dove pure il vescovo avrebbe percepito una rendita pari solamente a un terzo di quella percepita a Saluzzo.
Il 20 novembre 1546 giunse nella sua nuova città. Si occupò della riorganizzazione della mensa vescovile, che trovò piuttosto povera, alla quale annesse i benefici dell'ospedale di San Leonardo a Capotrave, di San Pietro in Civitella, di San Martino a Compito e di San Lorenzo. Nel 1553 fece realizzare ad Amadio da Sangallo il nuovo fonte battesimale per la Cattedrale, sul quale campeggia lo stemma del vescovo.
Nel settembre 1557 rinunciò alla sede episcopale a favore del nipote Filippo, mantenendo il diritto di utilizzare il titolo di vescovo.
Nel settembre del 1559 fu inviato in missione diplomatica in Francia, dove porse le congratulazioni al nuovo re Francesco II. I suoi dispacci dalla Francia coprono il periodo settembre 1559 - giugno 1560 e sono ricchi di particolari sulle difficoltà finanziarie e sui conflitti religiosi che agitavano la vita del regno. Nel luglio del 1560 ottenne di tornare in patria e fu sostituito nella missione dal nipote Niccolò Tornabuoni.
Si ritirò a vita privata nella sua residenza di Gangalandi, dove fece testamento il 10 ottobre 1577 e morì il primo giorno del 1578.

## Genealogia episcopale
La genealogia episcopale è:
- Cardinale Guillaume d'Estouteville, O.S.B.Clun.
- Papa Sisto IV
- Papa Giulio II
- Cardinale Raffaele Sansone Riario
- Papa Leone X
- Papa Clemente VII
- Vescovo Alfonso Tornabuoni